# Bolitoglossa hartwegi
Espèce
Statut de conservation UICN

 VU  : Vulnérable
Bolitoglossa hartwegi est une espèce d'urodèles de la famille des Plethodontidae.

## Répartition
Cette espèce se rencontre au Mexique dans le centre-Nord de l'État du Chiapas et au Guatemala dans la Sierra de los Cuchumatanes. Elle est présente entre 1 000 et 2 290 m d'altitude.

## Description
Les mâles mesurent sans la queue de 34,0 à 46,9 mm et les femelles de 34,2 à 53,6 mm.

## Étymologie
Cette espèce est nommée en l'honneur de Norman Edouard Hartweg.

## Publication originale
- Wake & Brame, 1969 : Systematics and evolution of neotropical salamanders of the Bolitoglossa helmrichi group. Contributions in Science. Natural History Museum of Los Angeles County, no 175, p. 1-40 (texte intégral).